# Final de la ASB Premiership 2015-16
La final de la ASB Premiership 2015-16 fue el partido por el cual se definió al campeón de dicha edición de la primera división de Nueva Zelanda. Tuvo lugar el 10 de marzo de 2016 en el Estadio North Harbour de Auckland. La disputaron el Auckland City, que había eliminado al Canterbury United en semifinales; y el Team Wellington, que hizo lo propio con el Hawke's Bay United. El resultado final fue una victoria por 4-2 para el equipo wellingtoniano en tiempo extra, lo que significó el primer título de liga para los TeeDubs, convirtiéndose así en el primer equipo fuera de la Región de Auckland en lograrlo.
Fue la novena final en la que el Auckland City participó, siendo además la tercera consecutiva. Previamente, había ganado en seis ocasiones y perdido solamente dos. El Team Wellington, por su parte, había sido derrotado las tres veces que disputó el encuentro definitorio. En la edición 2013-14 ambos clubes habían definido el título, lo que resultó en victoria del Auckland por 1-0. 

## Resumen
Durante la primera etapa escasearon las oportunidades de gol, sin embargo, al comienzo del segundo —52 minutos—, Tom Jackson puso en ventaja al Team Wellington con un tiro de media distancia. A los siete minutos el árbitro Matt Conger cobró un controversial penal para el Auckland City, el cual João Moreira intercambió por gol para igualar el cotejo. Ya sobre el final, el surcoreano Daewook Kim marcó de cabeza para señalar la ventaja parcial para los Navy Blues. El Wellington continuó atacando y a los 87 minutos, tras una falta de Takuya Iwata a Ben Harris el referí le concedió un penal al elenco wellingtoniano. A solo dos minutos del final del partido, el ingresado Cole Peverley se hizo cargo y anotó el 2-2 que perduró hasta el final del tiempo reglamentario. Apenas comenzado el primer tiempo de la prórroga un centro de Anthony Hobbs desembocó en una serie de rebotes en el área del Auckland, y finalmente, Ben Harris convirtió el tercero para los TeeDubs. Cinco minutos luego, Jackson volvió a aparecer en la lista de goleadores de la final al sentenciar el 4-2 a favor del Team Wellington. 

## Ficha del partido
| 24    | Guardameta     | Diego Rivas               |      |
| 16    | Defensa        | Daewook Kim               |      |
| 5     | Defensa        | Ángel Berlanga            |      |
| 6     | Defensa        | Jesse Edge                |      |
| 3     | Defensa        | Takuya Iwata              | 102' |
| 4     | Centrocampista | Mario Bilen               |      |
| 11    | Centrocampista | Te Atawhai Hudson-Wihongi |      |
| 20    | Centrocampista | Emiliano Tade             | 87'  |
| 19    | Delantero      | Micah Lea'alafa           | 58'  |
| 17    | Delantero      | João Moreira              |      |
| 10    | Delantero      | Ryan de Vries             |      |
| D. T. | D. T.          | Ramon Tribulietx          |      |

| 1     | Guardameta     | Scott Basalaj  |     |
| 4     | Defensa        | Anthony Hobbs  |     |
| 6     | Defensa        | Chris Bale     |     |
| 5     | Defensa        | Bill Robertson |     |
| 17    | Defensa        | Fergus Niel    |     |
| 7     | Centrocampista | Leonardo Villa | 85' |
| 13    | Centrocampista | Alex Feneridis |     |
| 11    | Centrocampista | Mario Barcia   | 54' |
| 10    | Centrocampista | Luis Corrales  | 66' |
| 9     | Delantero      | Tom Jackson    |     |
| 16    | Delantero      | Ben Harris     |     |
| D. T. | D. T.          | Matt Calcott   |     |

| 9  | Delantero      | Darren White  | 58'  |
| 14 | Centrocampista | Clayton Lewis | 87'  |
| 22 | Defensa        | Andrew Milne  | 102' |

| 8  | Centrocampista | Cole Peverley | 54' |
| 12 | Delantero      | Andrew Bevin  | 66' |
| 15 | Delantero      | Magno Viera   | 85' |

| Anotado · Penal | 60' | João Moreira | 1 - 1 |
| Anotado         | 81' | Daewook Kim  | 2 - 1 |

| Anotado         | 52' | Tom Jackson   | 0 - 1 |
| Anotado · Penal | 88' | Cole Peverley | 2 - 2 |
| Anotado         | 94' | Ben Harris    | 2 - 3 |
| Anotado         | 99' | Tom Jackson   | 2 - 4 |

| Amonestado | 59' | Alex Feneridis |
| Amonestado | 80' | Ben Harris     |

| Árbitro             | Matt Conger         |
| Árbitros asistentes | Simon Lount         |
| Árbitros asistentes | Mark Rule           |
| Cuarto árbitro      | Campbell-Kirk Waugh |

| 24    | Guardameta     | Diego Rivas               |      |
| 16    | Defensa        | Daewook Kim               |      |
| 5     | Defensa        | Ángel Berlanga            |      |
| 6     | Defensa        | Jesse Edge                |      |
| 3     | Defensa        | Takuya Iwata              | 102' |
| 4     | Centrocampista | Mario Bilen               |      |
| 11    | Centrocampista | Te Atawhai Hudson-Wihongi |      |
| 20    | Centrocampista | Emiliano Tade             | 87'  |
| 19    | Delantero      | Micah Lea'alafa           | 58'  |
| 17    | Delantero      | João Moreira              |      |
| 10    | Delantero      | Ryan de Vries             |      |
| D. T. | D. T.          | Ramon Tribulietx          |      |

| 1     | Guardameta     | Scott Basalaj  |     |
| 4     | Defensa        | Anthony Hobbs  |     |
| 6     | Defensa        | Chris Bale     |     |
| 5     | Defensa        | Bill Robertson |     |
| 17    | Defensa        | Fergus Niel    |     |
| 7     | Centrocampista | Leonardo Villa | 85' |
| 13    | Centrocampista | Alex Feneridis |     |
| 11    | Centrocampista | Mario Barcia   | 54' |
| 10    | Centrocampista | Luis Corrales  | 66' |
| 9     | Delantero      | Tom Jackson    |     |
| 16    | Delantero      | Ben Harris     |     |
| D. T. | D. T.          | Matt Calcott   |     |

| 9  | Delantero      | Darren White  | 58'  |
| 14 | Centrocampista | Clayton Lewis | 87'  |
| 22 | Defensa        | Andrew Milne  | 102' |

| 8  | Centrocampista | Cole Peverley | 54' |
| 12 | Delantero      | Andrew Bevin  | 66' |
| 15 | Delantero      | Magno Viera   | 85' |

| Anotado · Penal | 60' | João Moreira | 1 - 1 |
| Anotado         | 81' | Daewook Kim  | 2 - 1 |

| Anotado         | 52' | Tom Jackson   | 0 - 1 |
| Anotado · Penal | 88' | Cole Peverley | 2 - 2 |
| Anotado         | 94' | Ben Harris    | 2 - 3 |
| Anotado         | 99' | Tom Jackson   | 2 - 4 |

| Amonestado | 59' | Alex Feneridis |
| Amonestado | 80' | Ben Harris     |

| Árbitro             | Matt Conger         |
| Árbitros asistentes | Simon Lount         |
| Árbitros asistentes | Mark Rule           |
| Cuarto árbitro      | Campbell-Kirk Waugh |

| Bandera de Nueva Zelanda            |
| Campeón Team Wellington 1.er título |